# Arnis (ciudad)
Arnis (en danés: Arnæs) es la ciudad más pequeña de toda Alemania (cuenta con menos de 300 habitantes y su superficie es de unos 0,45 km2. Se encuentra en Schleswig-Holstein, en una península del paisaje de Schlei en Angeln que pertenece al distrito de Schleswig-Flensburgo (la ciudad no cuenta con más distritos). 

## Geografía

### Ubicación geográfica
Cuando se fundó Arnis era una isla artificial en Schlei de 800m de largo y 200m de ancho, se creó separándola del continente 200 años antes de su fundación. Los 220m hasta la orilla del Schwansen son transitables en barco desde los años sesenta, aunque se podía navegar desde 1826. No obstante, en 1667 se concedió un permiso para poder circular.
No hubo carreteras que conectaran con Arnis hasta 1796. Sin embargo, la primera presa se construyó desde la plaza de la iglesia hasta Grödersby, retiraron algunos materiales de un antiguo trampolín de esquí de Kirchberg. En 1866-1869 se construyó una presa para la carretera que llegaba hasta el centro de la isla y luego se drenaba el agua de las dos presas.
La isla de Arnis se convirtió en la península de Arnis que actualmente pertenece al paisaje de Angeln.
El cabo («Nis») del «Aar» da nombre a la ciudad y limita con Arnisser Noor, con el paso del tiempo ha perdido su forma original desde los setenta debido a diversos planes urbanísticos.

### Municipios cercanos
El municipio de Grödersby (que se encuentra en el distrito de Schleswig-Flensburgo) comparte frontera terrestre con Arnis. En la otra orilla de Schlei está el municipio de Winnemark (cuyo distrito es Rendsburg-Eckernförde).

## Historia

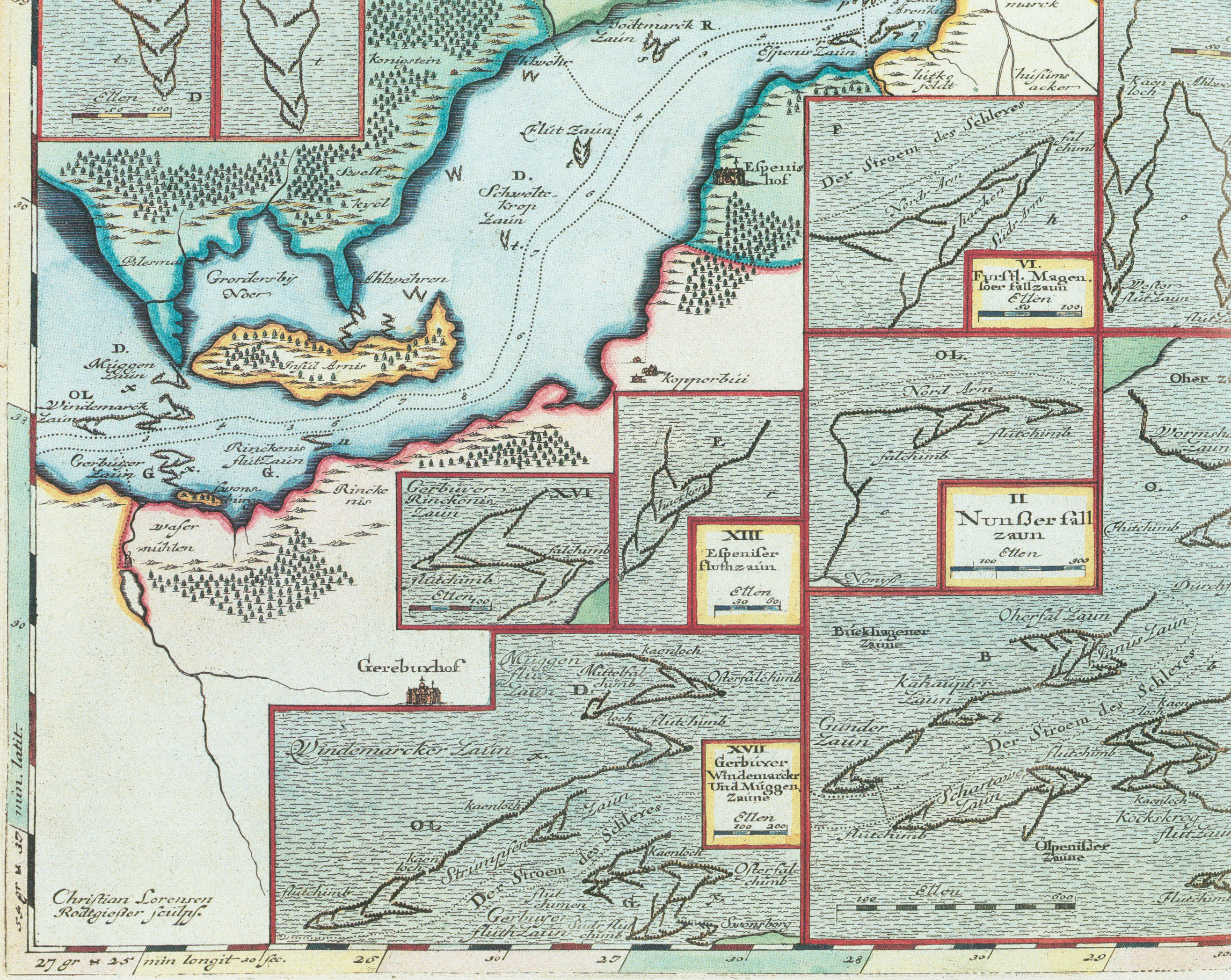
Mapa de Arnis en 1665 realizado por Johannes Mejer

Arnis fue fundada en 1665 por 65 familias de Kappeln, anteriormente estaba deshabitada. El éxodo a Arnis fue un acto de rebeldía contra Detlef von Rumohr, ya que él quería someter a los ciudadanos a la servidumbre.
Arnis tuvo su crecimiento económico a mediados del siglo XIX, que contaba con 88 barcos mercantiles y más de 1000 habitantes. Su cartografía fue realizada por el duque Christian Albrecht de Schleswig-Holstein-Gottorf, ya que era un agrimensor. Hoy en día, se preserva su paisaje urbano, y como consecuencia, su contribución causó que la ciudad ganara popularidad y Arnis se posicionó como destino turístico.

### Primeros pasos hacia la civilización
Antes Arnis era una península más de Schlei, en su zona norte (en el «Aar»), se han hallado herramientas de piedra y astillas de sílex que provienen del Neolítico (4300.2300 a. C.). Arnis apareció mencionada por primera vez en un documento de 1472 de la corte de Schliesharde como «Arnytze», este nombre proviene del germánico antiguo aro, am como «águila» y del danés næs como «nariz», por lo que significa «cabo donde están las águilas».
El cementerio ovalado está fortificado en la parte oriental por un muro de piedra, y en la occidental por un muro de tierra. Esta disparidad simboliza los restos de una fortaleza que se presume que se construyera en la época medieval, donde se podía vigilar desde Schwonsburg (en la orilla sur de Schlei), el estrecho de Schlei y cerca de Arnis-Sundsacker. La fortaleza se construyó alrededor de 1415 por el rey Enrico de Pomerania, gobernaba tres reinos nórdicos de Dinamarca, Noruega y Suecia bajo el apodo de Rey de la Unión hasta su destitución en 1439.
Tras un gran desarrollo en las conexiones terrestres de Angeln, el Schlei se transformó en un foso natural como fortaleza. Con este foso pudieron defenderse mejor, y en ese momento Arnis ya se consideraba como una isla. Sus fortificaciones junto a las de Schwonsburg formaban un entramado muy amplio, se quiso mantener ya que Enrico de Pomerania quería que la ciudad de Schleswig estuviera alejada, puesto que estaba en conflicto con los condes de Holstein. A pesar de la relevancia de estas fortalezas no se conoce con exactitud cuando se pudieron emplear.

### Fundación
En el siglo XVII, los señores de Rumohr en Gut Roest (tras haber realizado una compra controvertida en 1533) eran propietarios de la corte y de la iglesia de la aldea cercana a Kappeln. En 1666, Detlef von Rumohr exigió a los habitantes de la aldea a jurarle fidelidad.
Fueron 65 familias las que rechazaron la propuesta y acudieron al soberano duque Christian Albrecht de Schleswig-Holstein-Gottorf, les asignó a Arnis que estaba al sur de Kappeln, debido a que ya no se usaba como fortaleza. En la mañana del 11 de mayo de 1667, 64 familias que contaban con 62 hombres y 2 mujeres dieron su juramento de fidelidad al duque, lo que evitó que estuvieran sometidos por Rumohr.

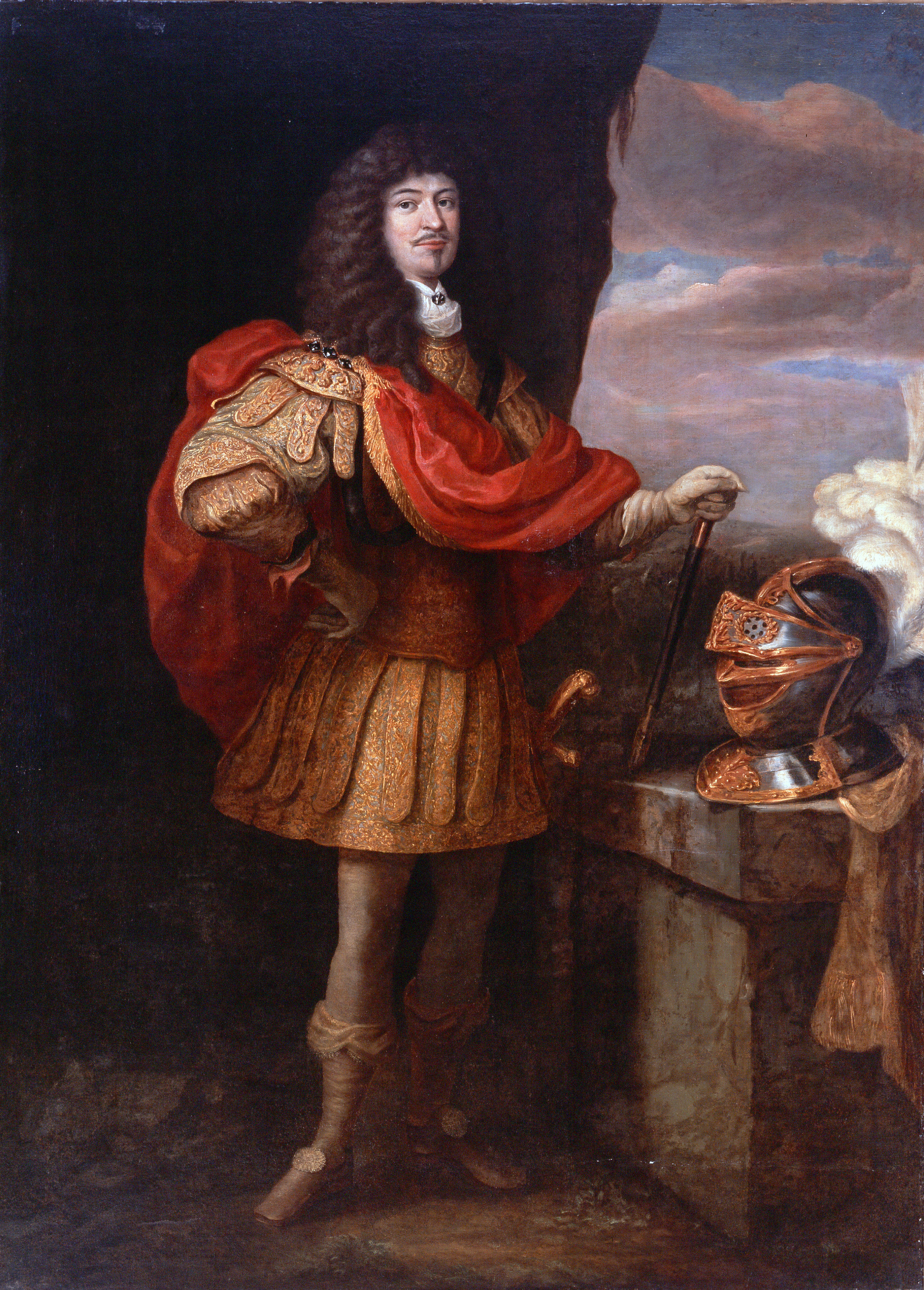
Christian Albrecht de Schleswig-Holstein-Gottorf,

Una de las familias que estaba fuera del país, realizó su juramento por escrito con antelación mientras estaba en Copenhague. El duque puso a disposición la isla de Arnis a los rebeldes de Kappeln sin ninguna condición a cambio. En ocasiones, las acciones del duque se integraron en la política de separación del ducado del reino danés. Rumohr les obligó a emigrar debido a que no hicieron su juramento, él estuvo al servicio del ejército danés y pertenecía al partido «danés».
El duque y su canciller, Johann Adolph Kielmann von Kielmannssegg esperaban obtener una fuente adicional de ingresos para el ducado anexionado y con una fundación (similar a la de Friedrichstadt creada por el padre de Christian Albrecht). Por otro lado, Kappeln formaba parte del territorio gobernado conjuntamente con el rey danés, los ingresos de la cancillería del castillo de Gottorf no se podían disponer de manera deliberada. 
La construcción de la futura ciudad marítima fue más difícil de lo que en un inicio se pensó. Tras el exilio de Kappeln, Rumohr planeó dos estrategias; por un lado, presionó a los emigrantes que se fueran sin sus casas (las casas se podían desmontar, ya que su entramado de madera era transportable), y por otro lado, mostraba una imagen mucho más agradable, dado que eliminó el juramento de fidelidad.
Sus planes no funcionaron, porque en Arnis se construyeron unas 30 casas (aunque se preveían unas 65). El duque Christian Albrecht fue obligado por su cuñado, que era el rey Cristián V de Dinamarca, a revocar a la soberanía del ducado después de la recesión en Ratisbona. El duque se fue a Hamburgo, lo que hizo peligrar el desarrollo de Arnis debido a la Guerra Sueco-Brandeburgo. El conflicto provocó que las casas estuvieran vacías y la mortalidad superaba a la natalidad, pese a todas estas adversidades, en 1673 la iglesia de la nueva parroquia fue construida. 

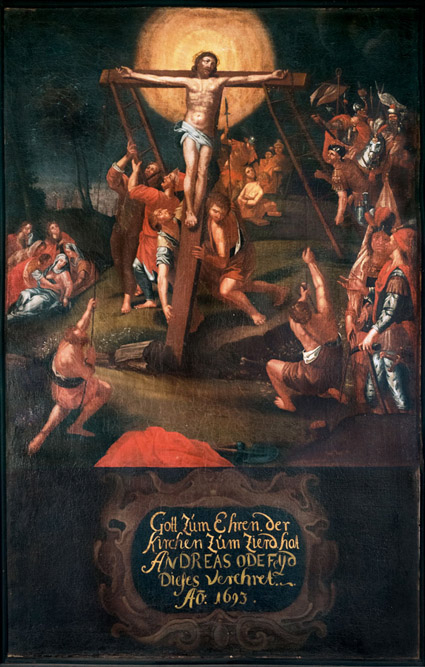
La Elevación de la Cruz donada en 1693

Las reformas avanzaron en los últimos años del duque, se emitió una nueva exención fiscal de diez años para los nuevos ciudadanos de la isla. Muchos emigrantes llegaron y se comenzó a desarrollar la navegación, se presume que uno de los emigrantes fue Andreas Odefeyd, quien donó el cuadro de La Elevación de la Cruz en 1693 a la iglesia. En 1698, Odefeyd figuraba como residente con una exención de impuestos de la administración que actualmente sigue vigente. 

### La economía de Arnis en los siglosXVIIyXIX
A partir de 1700, los nuevos ciudadanos de Arnis comerciaban con éxito en la zona occidental del mar Báltico. Se dice que Arnis tenía más barcos que Flensburgo y Eckernförde en poco tiempo, el esplendor de esta época se mantiene en las lápidas decoradas de las familias de los capitanes en el cementerio.
El auge de la navegación también trajo la artesanía, se fabricaron barcos para los mercaderes de Hamburgo y Bremen. En el siglo XVIII el camino del ferry tenía un acceso a un astillero que cualquier habitante podía usar, en la actualidad este astillero sigue en Arnis. 
En 1786, se edificó un molino holandés por una empresa especializada en la fabricación de molinos (el molino se demolió en los años setenta, aunque el granero se utiliza como un edificio de apartamentos vacacionales) en ese mismo lugar también había una casa gremial y una lechería. A principios del siglo XIX, los edificios cambiaron, se incluyeron ahumaderos y grandes almacenes en muchos terrenos, la mayoría de los barqueros llamados barqueros ambulantes producían productos cárnicos y embutidos que compraban en Kappeln y en otras ciudades. Arnis pasó de ser una mera ciudad comercial a una pequeña ciudad pesquera con variedad de productos, la pesca no fue relevante hasta principios del siglo XIX.
Arnis tuvo grandes problemas durante el Bloqueo Continental napoleónico contra Inglaterra, se cerraron las rutas comerciales a muchos barcos que navegaban bajo el reinado danés e Inglaterra decidió retenerlos con su armada. Después del conflicto, Arnis superó a Kappeln en número y en tonelaje de barcos. Y en 1840 tuvo su crecimiento económico. En 1860, Arnis albergaba más de 1000 ciudadanos y 88 barcos mercantiles, lo que resultó un gran reconocimiento como ciudad comercial más importante del momento, su mercado anual inició ya los productos ganaderos.
Tras la construcción de su presa (1796) fue la ciudad más visitada de Schlei en el este, ante este gran apogeo edificaron posadas (hubo 11 antes de 1870). No obstante, surgieron nuevos inconvenientes con la guerra germano-danesa en 1864, los ciudadanos de Arnis deseaban anexionarse con el reino danés pero perdieron algunas regiones de la región escandinava, ya que algunas se vendieron a causa de su separación con Dinamarca. 
En 1873 se incorporaron nuevos barcos, puesto que en 1870 muchos barcos de vela dejaron de fabricarse tras la llegada de los barcos de vapor. Al mismo tiempo, el cruce de Schlei en la zona oriental se perdió al construirse un puente en Kappeln en 1867. Su importancia comercial se redujo tras la construcción de ferrocarriles regionales, también aparecieron tiendas de víveres y los agricultores ya no iban a comprar a Arnis.
Muchos habitantes probaron suerte en actividades pesqueras, lo que provocó un conflicto con los pescadores de Holm, dado que en 1805, cuando la navegación se iba desarrollando no se registró la zona de pesca en Arnis con un permiso del gobierno estatal, los habitantes de Arnis lo tenían prohibido y tuvieron que recurrir a la pesca artesanal. Con estos cambios económicos, el número de habitantes disminuyó a la mitad a principios de siglo y hubo una crisis económica. 

### Arnis bajo el nacionalsocialismo
En los años veinte un gran número de personas de la tercera edad residía en Arnis, muchas familias jóvenes se marcharon en tiempos de crisis. Los pensionistas alcanzaron una buena prosperidad (como antiguos capitanes), volvieron a Arnis y vivían de sus ahorros. Sus activos perdieron valor tras un periodo de inflación, lo único que hizo que la economía resurgiera fueron los alquileres de habitaciones vacacionales, hasta que estalló la crisis económica de 1929, esto ocasionó que muchos turistas veraniegos no volvieran,
En Arnis, como en todo el sur del antiguo ducado de Schleswig apoyaron al Partido Nacionalsocialista Alemán tras las votaciones de 1920 y la anexión con Dinamarca. En 1930, el porcentaje de votos para este partido en Arnis era muy alto con un 40,3% en las elecciones al Reichstag. Lo mismo sucedió en los distritos septentrionales de Schleswig, Flensburgo y Tønder.
Cuando los nacionalsocialistas «tomaron el poder» en Berlín en 1933, el clérigo de Arnis aprobó la decisión. Por aquel entonces, el alcalde de Arnis pertenecía al partido y algunos altos cargos estaban involucrados en asuntos criminales, como el contrabando de alcohol con barcos pesqueros a través del mar Báltico. En 1927, el alcalde Frahm (que también era miembro del Partido Nacionalsocialista Alemán) tuvo que dimitir porque al ser posadero, vendió alcohol de contrabando suministrado por los pescadores.
Pese a su condena, en su posada «Angeln Schwansener Hof», se convirtió en un pub y su hijo regentó el local. Otros condenados no tuvieron tanta suerte, por ejemplo, uno de los pescadores al salir de la cárcel, el alcalde Peter Holstein (que pertenecía al Partido Nacionalsocialista Alemán) requisó su licencia, por lo que invalidó su profesión. Holstein le siguió negando la licencia en invierno, y la casa del pescador sufrió una deuda hipotecaria. Un total de 59 ciudadanos de Arnis murieron durante la Segunda Guerra Mundial con una población de aproximadamente 500 habitantes. 

### Posguerra
Antes de que finalizara la Segunda Guerra Mundial, Arnis acogió a muchos habitantes que huyeron de los bombardeos de Hamburgo y Kiel. Más tarde, llegaron más refugiados de Prusia Oriental y de Samland, lo que desencadenó que a finales de los años cuarenta  todas las habitaciones de las casas pequeñas estuvieran ocupadas por una familia. Los habitantes se duplicaron y de nuevo más de 1000 personas vivían en Arnis, algunos de ellos aún abastecen a los pescaderos. 

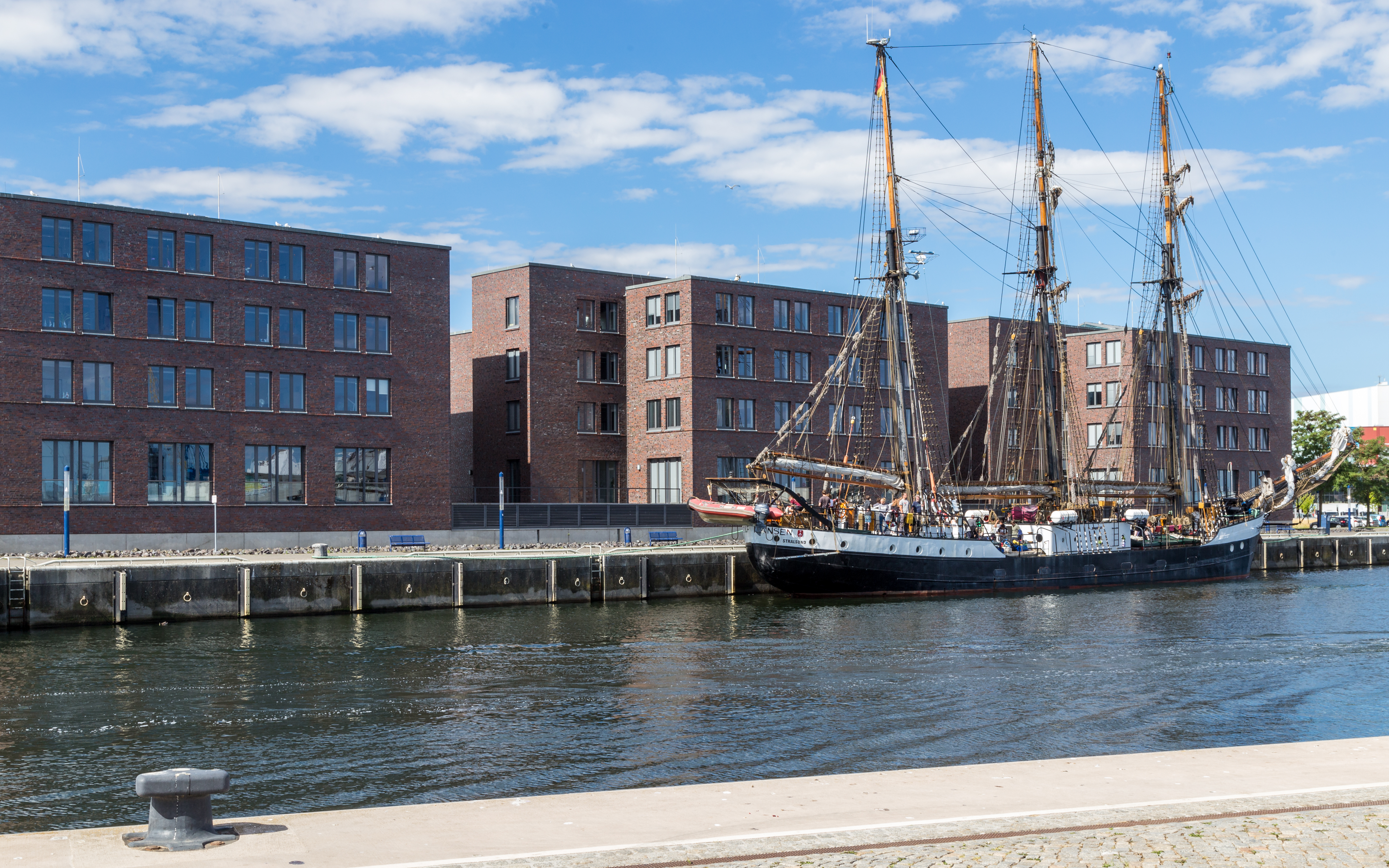
Getrud II

En los cincuenta, la familia Leistikow tenían su base en Armis, ya que eran armadores y capitanes. El buque de carga llamado ARV VII  del capitán Martin Leistikow estuvo en Arnis en el puerto principal desde 1944 hasta 1957. Un predecesor famoso fue el Fridtjof Nansen que llevó un barco de tres mástiles llamado de Getrud II desde 1927 cuyo propietario era M. P. F. Leistikow. En 1958, la compañía naval familiar se trasladó a Rendsburg.

### Arnis en la actualidad
En los años sesenta, Arnis perdió a muchos habitantes, la escuela de dos clases cerró para tener una «escuela comunitaria» en Habertwedt. Muchos padres enviaron a sus hijos a la escuela danesa como protesta, que se mantuvo hasta los años ochenta.
En los siguientes años, los pescadores y los navegantes fueron elementales para el turismo. Muchas casas se vendieron y se utilizaban como residencias vacacionales, muchas familias jóvenes se establecieron en la última década del siglo XX, y emprendieron una actividad económica de navegación. Los astilleros siguen siendo importantes para la economía y para la vida cotidiana, y desde los años sesenta el astillero Matthiessen & Paulsen se ha dedicado a la navegación y a la fabricación de barcos y es la empresa marítima por excelencia en el Schlei. 
El número de habitantes provocó una disputa en 2006, el periódico regional Schleibote comentó que Arnis tenía 354 habitantes, pero en 2005 la oficina de registro de residentes de Kappeln se figuraban 314 según la Oficina Estatal de Estadística. El alcalde de Arnis declaró que los datos no se podían revelar debido a la normativa de protección de datos. Sin embargo, Arnis sigue siendo la ciudad más pequeña de toda Alemania, pero posee mayor densidad territorial que otras ciudades más pequeñas de Alemania con 669 habitantes por kilómetro cuadrado.
También se rodó en Arnis la serie ZDF Der Landarzt, tras la inundación de la tormenta del mar Báltico en octubre de  2023, se rompió un dique en Arnis y la ciudad se inundó. 

## Política

### Concejo municipal
El ayuntamiento comprende 9 escaños, la asociación de votantes de BfA tiene cuatro escaños desde las elecciones municipales de 2023, la SSW posee cinco escaños. De 2018 a 2021, Arnis tuvo por primera vez a una alcaldesa, Marine Brügge de SSW. El alcalde actual es Jens Matthiessen.

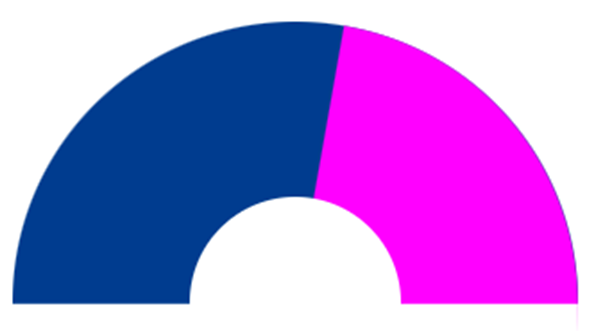
SSW obtuvo 5 escaños (azul) y el BfA obtuvo 4 escaños (morado)

### Escudo
El heráldico alemán dice «Unter goldenem Schildhaupt, darin eine liegende blaue Netznadel zwischen zwei aufrechten blauen Lindenblätter, in Blau ein einmastiges goldenes Segelschiff mit volle Besegelung, Flagge und Penmpel», cuya traducción sería «En un encabezado dorado, hay una aguja azul y dos hojas azules de tilo erguidas, en el centro un velero dorado con un mástil y bandera y velas desplegadas en un fondo azul».

## Instituciones
Hoy en día, solo queda una guardería donde estaba la antigua escuela danesa. La escuela  infantil y primaria se encuentra en Habertwedt, un distrito que es muy cercano al de Grödersby y las escuelas secundarias se sitúan en Kappeln, la escuela danesa también está allí.
La Schiferkirche está al servicio de los cristianos protestantes, la parroquia de Arnis junto con las parroquias de Loit y Neukirchen es una de las más pequeñas de Angeln.

## Cultura y sitios de interés
Como isla urbanizada, Arnis se caracteriza por su desarrollo urbanístico que todavía refleja su periodo fundacional. En el refugio natural de los Noores hay un puerto para veleros, tres astilleros y varias embarcaciones cubiertas para resguardar veleros y un barco a motor que se emplea para atravesar el Schlei. Arnis está rodeada por agua, y en poco tiempo se puede recorrer la ciudad por un sendero que lleva a lo largo de las orillas del Schlei, a través de los astilleros y de los prados de Noor.
Los jardines, astilleros y embarcaciones de la zona suroeste hacen que haya variedad de trabajos, de viviendas y de sitios turísticos. La iglesia (con su muro madera que data de la época de 1669) y la zona del cementerio está en una colina (se dice que se basa en una antigua estructura defensiva) son de la época de Enrico de Pomerania, los dos sitios más característicos de Arnis.
En la iglesia, hay miniaturas de los barcos votivos, el púlpito de 1573 y la pintura «La Elevación de la Cruz» son los elementos más importantes del edificio sagrado. La Lange Straße forma el eje central de la ciudad con las casas de los pescadores y tilos cortados que se remontan al siglo XVIII. Muchas casas poseen malvarrosas y los Klönbänke que se han distribuido a lo largo de años en las viviendas. La ciudad más grande y cercana a Arnis es Kappeln.
La lista de monumentos de Arnis incluye inscritos en la lista de monumentos de Schleswig-Holstein.

### Celebraciones regulares
En verano, se celebra el festival de la ciudad y el festival de verano llamado DRK. En agosto, concretamente el primer fin de semana, se inaugura el Festival Musik am Noor en una sala de astilleros, y a principios de septiembre se celebra la Regata Speck que lo organiza el club naval de Arnis, el ASC.
La Regata Speck se celebra desde 1920, en esa época no pudieron otorgar premios en metálico y en su lugar decidieron dar alimentos donados al ganador, actualmente esta tradición se mantiene. El premio es tocino y un plato conmemorativo, aunque también se dan otra serie de premios. La regata es una de las celebraciones más importantes en Schlei, y el número de barcos ha aumentado de 15 en 1920 a más de 100 participantes.

### La celebración del 350 aniversario
El 8 de julio de 2017, la ciudad celebró su 350 aniversario con música, teatro y un espectáculo de luces. Los 275 habitantes (en 2016) se prepararon con un año de antelación para la ceremonia. Inició con un servicio germano-danés Schifferkirche, después un desfile lleno de color por la ciudad y la celebración del aniversario en la carpa con el representante del distrito Wolfgang Buschmann y el cónsul general danés de Flensburgo, Henrik Becker-Christensen, así como el invitado de honor Hans-Joachim Grote, el nuevo ministro de interior de Schleswig-Holstein que felicitó al primer ministro Daniel Günther.
En el ayuntamiento se realizó una exposición sobre la inauguración de la ciudad, cuyo creador fue Nicolaus Schmidt. Mientras que, los marineros organizaron una regata en el Schlei en el barco Catarina y el barco vikingo Sigyn que estaba invitado a la celebración.
Los días 8 y 9 de julio se representó la obra Der Auszug nach Arnis con 350 espectadores en una carpa. La primera mitad de la obra está basada en el Kappelner Heimatspiel escrito en los años cincuenta por Hans Bürgin (profesor de la Klaus-Harms-Schule de Kappeln). Se añadió y se revisó una nueva segunda parte de la obra por Hendrick Horn (de Arnis) y Nicolaus Schmidt. Los textos en alemán fueron escritos por Elke Horn (de Arnis), quien también dirigió la obra.
En 2019, este mismo grupo de teatro representó otra obra sobre Arnis en la sala M&P de Noor, bajo el título de Der Kampf mmm Schleimünde que trata sobre lo difícil que fue construir el faro de Schlei. Nuevamente los autores de la obra son Hendrick Horn, Nicolaus Schmidt y Elke Horn.
Las representaciones de obras de teatro que tratan sobre la fundación de Arnis se han convertido en tradición. En la celebración del 200 aniversario, el 15 de mayo de 1867 se representó una obra similar en la casa gremial, en la Meyersche Gaststätte (en la actual casa de Lange Straße 79), bajo el título de Der Gründung von Arnis . Se conocen los nombres de los actores, pero no se sabe quién es el autor de la obra.

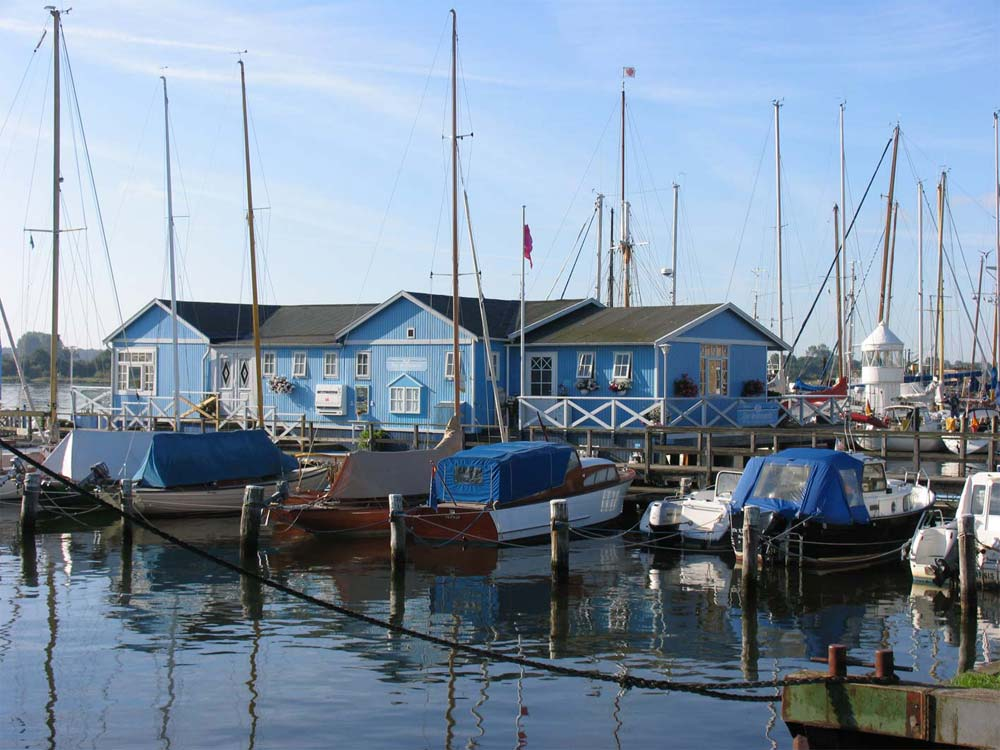
La Schleiperle en el puerto pequeñito.